# Дем (Гърция)
Вижте пояснителната страница за други значения на Дем.
Демът (на гръцки: δήμος, димос) е най-малката административно-териториална единица в Република Гърция, еквивалент на българската община, като последното най-ниско ниво на административно деление в Гърция.
Демите представляват обединение от административен център – град и няколко села.